# Praça do Relógio (São Paulo)
A Praça do Relógio é um espaço público na Cidade Universitária Armando de Salles Oliveira, sede da Universidade de São Paulo (USP) localizada na capital paulista. A praça conta com os seis ecossistemas vegetais predominantes no estado de São Paulo e tem uma área de 176 mil metros quadrados.
Próximo à praça localizam-se o Conjunto Residencial da USP (CRUSP), o edifício da Reitoria e a Raia Olímpica, assim como o Instituto de Psicologia, a Escola de Comunicações e Artes (ECA) e a Faculdade de Filosofia, Letras e Ciências Humanas (FFLCH).

## História
Em junho de 1935, o governador do estado de São Paulo, Armando de Salles Oliveira, nomeou uma comissão presidida por Reinaldo Porchat, primeiro reitor da USP, para estudar uma localização que pudesse abrigar a Cidade Universitária e reunir numa única área as escolas da USP, que se encontravam em sua maioria em instalações provisórias espalhadas por diversos locais da cidade de São Paulo. No entanto, a construção do campus dependia de investimentos do governo estadual, que por sua vez dependia da Programação dos Investimentos Públicos e do Apoio à Educação, o que resultou em planos desconexos para a Cidade Universitária e na demora para a transferência dos cursos.
Um plano de desenvolvimento de 1954 menciona um "espaço cívico" em uma área mais ou menos correspondente à atual Praça do Relógio, contando com uma biblioteca, edifícios administrativos, e um lago, que serviria como um "core" para reunir "organicamente" as unidades universitárias, Em 1960, é instituído o Fundo para Construção da Cidade Universitária, permitindo maior agilidade na construção no campus. Em um plano de 1962, a área aparece como "Convivência geral"; em 1966 como "Centro cívico-cultural e de convivência geral".
A praça é inaugurada em 1971, quando a USP começou a fechar o campus durante os fins de semana, afetando bastante o programa da Praça, tanto que os arquitetos do projeto foram proibidos de colocar qualquer equipamento de recreação, tornando a praça apenas um espaço contemplativo, com grandes áreas de pisos e gramados que pudessem ser adaptadas para usos diversos, e alguns bosques com vegetações nativas de São Paulo, como a Mata Atlântica e de Araucárias, por exemplo. Entre 1988 e 1991, durante a gestão do Reitor José Goldenberg, foram realizadas obras de limpeza e recuperação da Torre do Relógio e do espelho d’água na praça.
Em 1997, uma grande obra mudou o projeto paisagístico da área, ao custo de R$1,2 milhão pagos pela iniciativa privada, criando bolsões que replicam os 6 ecossistemas vegetais paulistas, a saber:
1. Mata Atlântica
2. Mata de Araucária
3. Campos rupestres
4. Mata caducifólia
5. Restinga
6. Cerrado

Entre 2013 e 2014 foi realizada uma nova reforma para a troca do pavimento e a instalação de um novo projeto de iluminação. A praça abrigou, entre 28 de outubro de 2013 e 30 de junho de 2014, a Tenda Cultural Ortega y Gasset, oferecendo palestras, debates, conferências, apresentações artísticas, exposições, oficinas e workshops em vários campos do conhecimento, assim como projetos realizados pela própria USP. Ao longo dos seus dez meses de funcionamento, a Tenda Cultural recebeu 25.807 pessoas em 213 diferentes atividades, todas gratuitas. O auditório da tenda contava com capacidade para 565 lugares, em uma área de 912 m² incluindo plateia, circulações e palco multifuncional com cerca de 112 m².

## Torre do Relógio

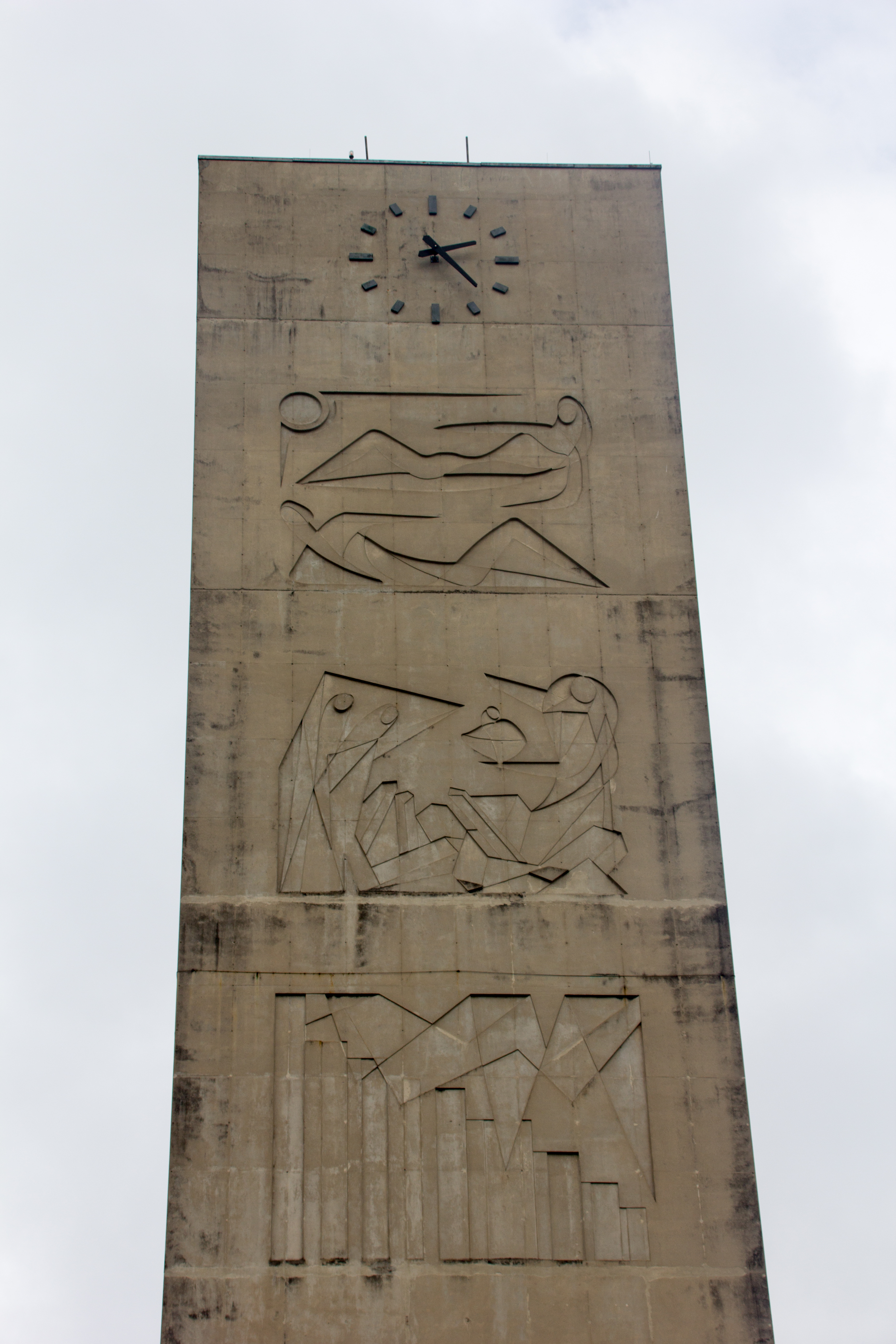
Detalhe da fachada oeste da torre, com os painéis dedicados à poesia, às ciências sociais e às ciências econômicas

No centro da praça, fica a torre que nomeia o espaço, projetada por Rino Levi e com a parte escultórica sendo confiada a Elisabeth Nobiling, sendo composta por duas placas em concreto armado que possuem 50 metros de altura por 10 metros de largura cada uma, ligadas por escadas.
No topo da torre, estão localizados os relógios, um em cada lâmina, seus mostradores tem mais de três metros de diâmetro; os ponteiros de minutos tem 1,50 m e os das horas, 1,30 m, acompanhado por um sinos. O carrilhão é regulado por um impulso atômico vindo do Instituto de Astronomia, Geofísica e Ciências Atmosféricas da universidade, o que garante uma precisão-padrão de um centésimo de segundo em 24 horas. O relógio mestre ("cérebro" do aparelho), as baterias e o motor estão localizados em uma câmara subterrânea sob a estrutura.
A torre é decorada com 6 painéis em alto e baixo-relevo em cada face, medindo 5 metros de altura por 5,50 metros de largura cada, projetados por Nobiling, escultora e professora de design da  Faculdade de Arquitetura e Urbanismo da USP e inspirados pelos conceitos de domínios da mente Benedetto Croce. O lado voltado para o prédio da nova reitoria, a oeste, representa “o mundo da fantasia”, com painéis representando,de cima para baixo:
1. A poesia (os namorados com a lua);
2. As ciências sociais (as forças agressoras emergindo do caos em contraposição às forças protetoras e, no centro, a criança);
3. As ciências econômicas (um gráfico estatístico);
4. A dança, a música e o teatro (lira e máscara);
5. A arquitetura e as artes plásticas;
6. A filosofia (Sofia).

Já a face leste, que aponta para a antiga reitoria, simboliza “o mundo da realidade”, com esculturas homenageando, de cima para baixo:
1. A astronomia (a lua e as estrelas);
2. A química (instrumentos de laboratório);
3. As ciências biológicas (vegetais e animais);
4. A física (raios solares, magnéticos e cósmicos);
5. As ciências geológicas (arado);
6. A matemática (parábolas, curvas e hipérboles).

Em torno da torre há um espelho d'água circular, bordeado pela frase "No Universo da Cultura o centro está em toda parte", escrita em mosaico português. A frase é de autoria de Miguel Reale, reitor da USP entre 1949 e 1950 e de 1969 a 1973.
Com a pedra inicial sendo lançada em 23 de janeiro de 1954 como parte das celebrações do IV centenário de São Paulo, a construção foi financiada pela colônia portuguesa sob os auspícios da Casa de Portugal de São Paulo, mas as obras começaram apenas em 1972, com a inauguração da torre ocorrendo em 1973.

## Galeria

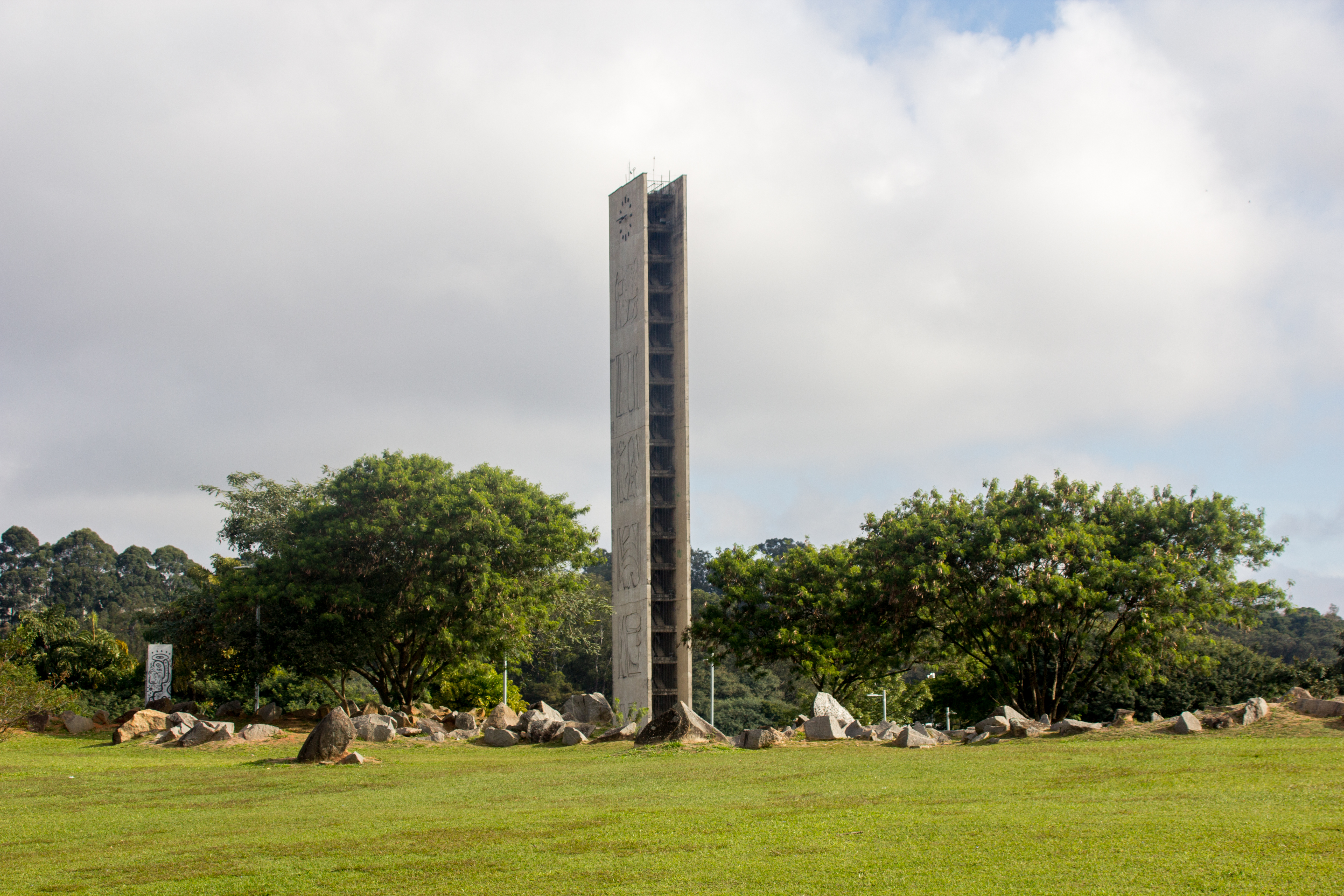
Bolsão dos campos rupestres com a Torre do Relógio ao fundo
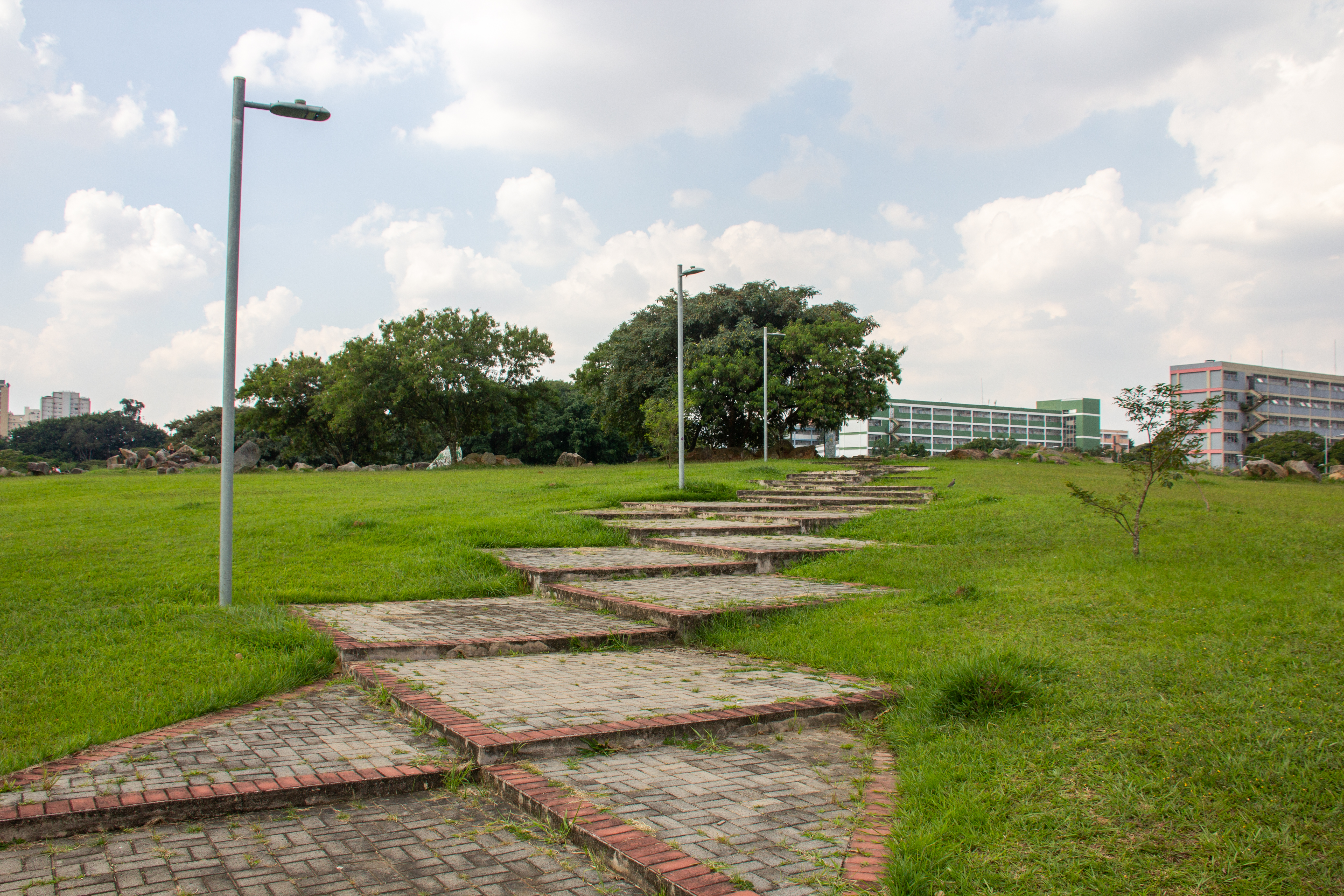
Escadaria que leva aos campos rupestres
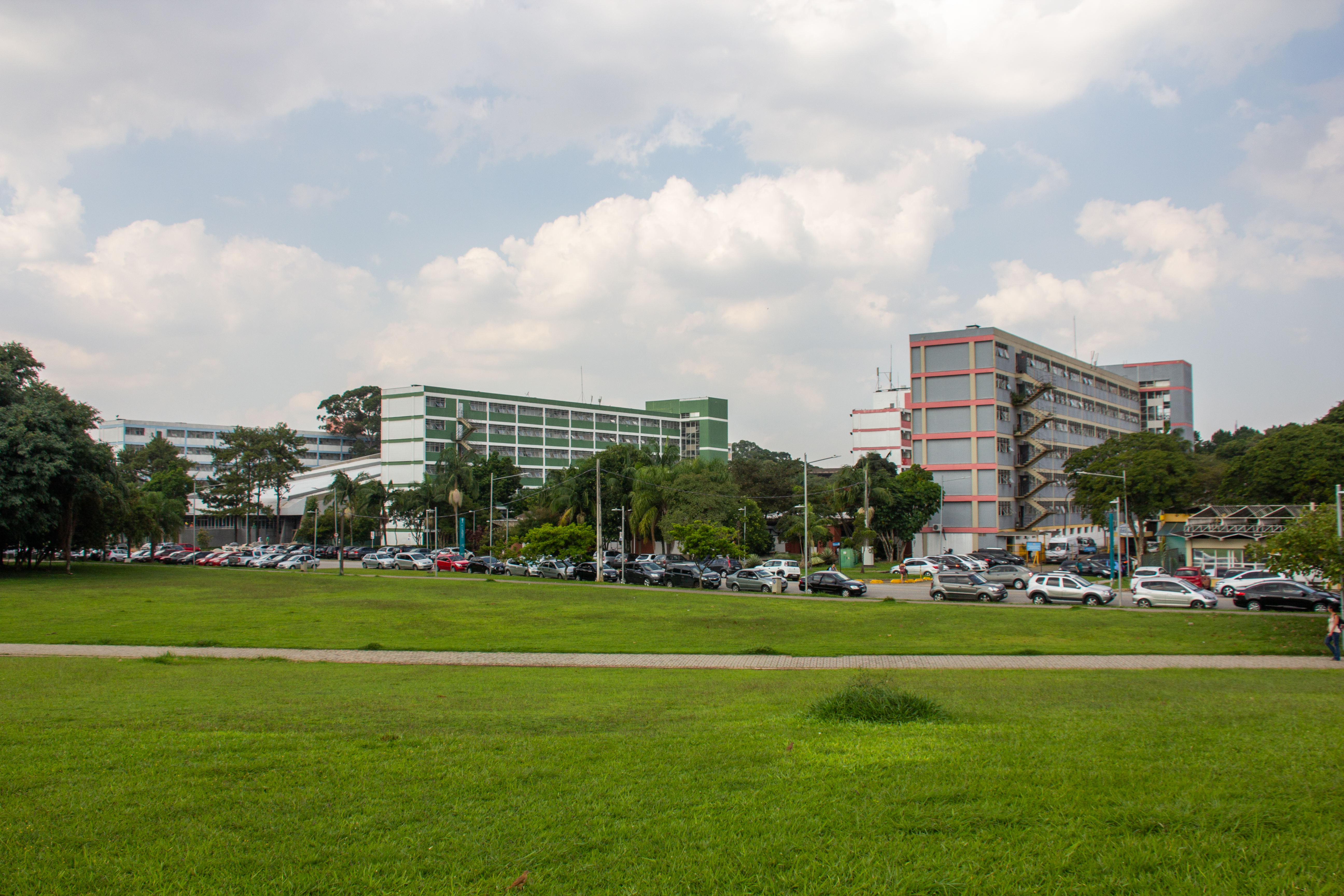
O CRUSP visto da praça
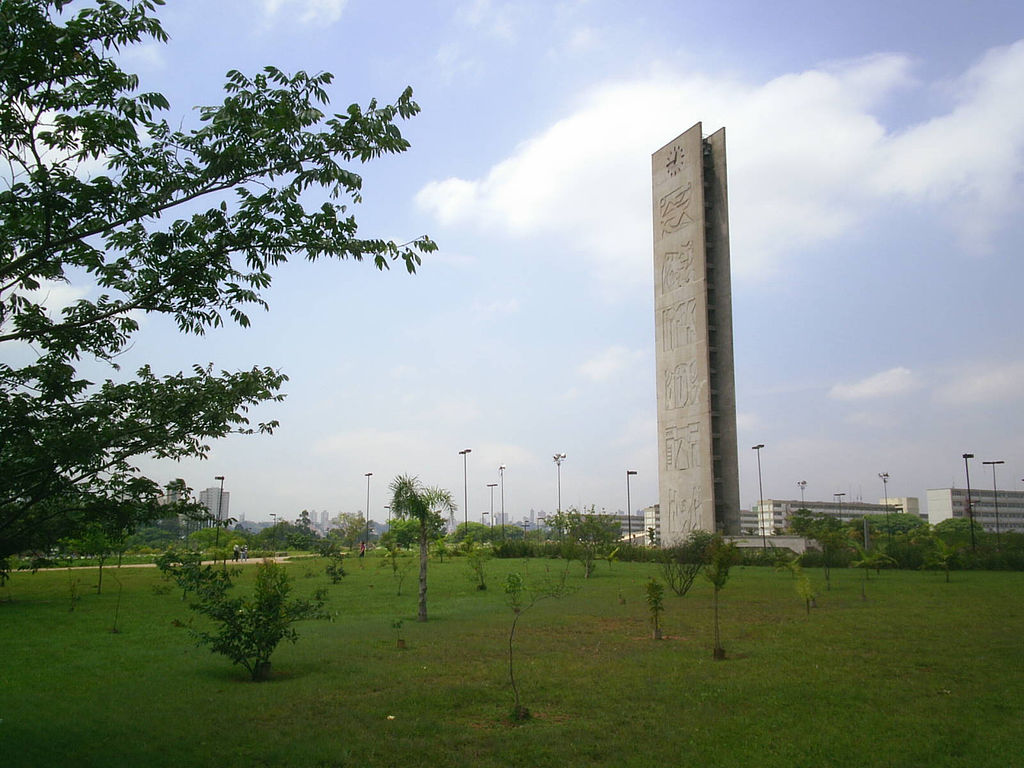
Torre do Relógio
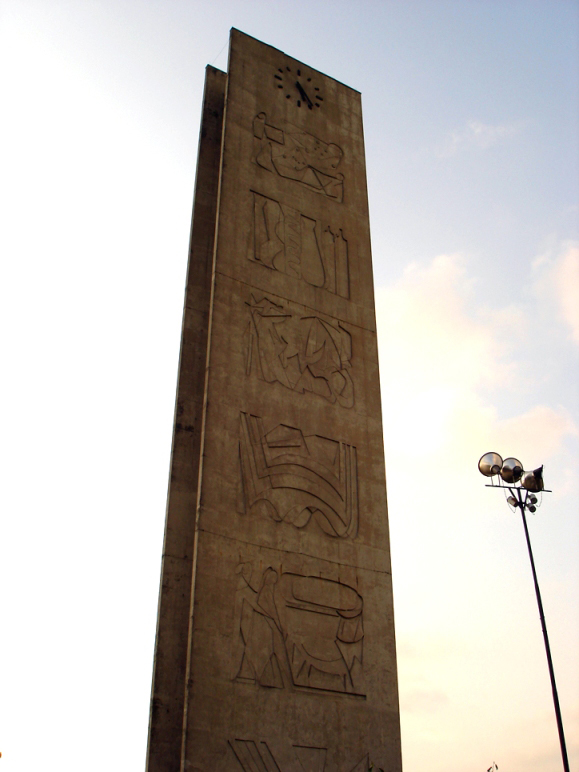
Face leste da Torre do Relógio
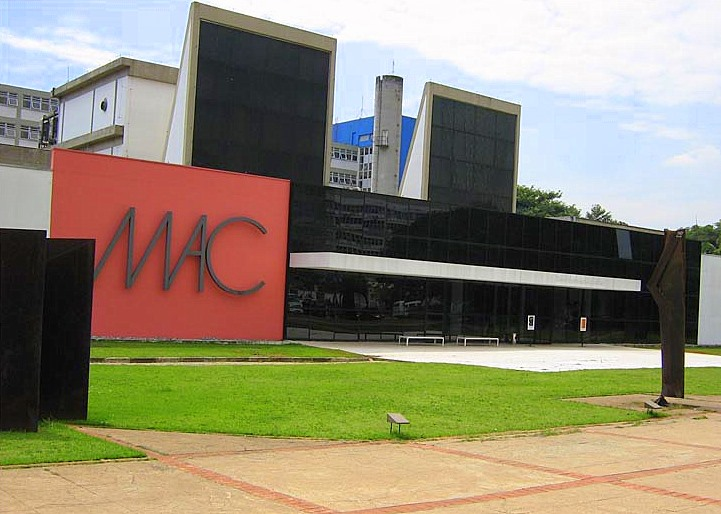
Antigo prédio do Museu de Arte Contemporânea, ao lado da Praça
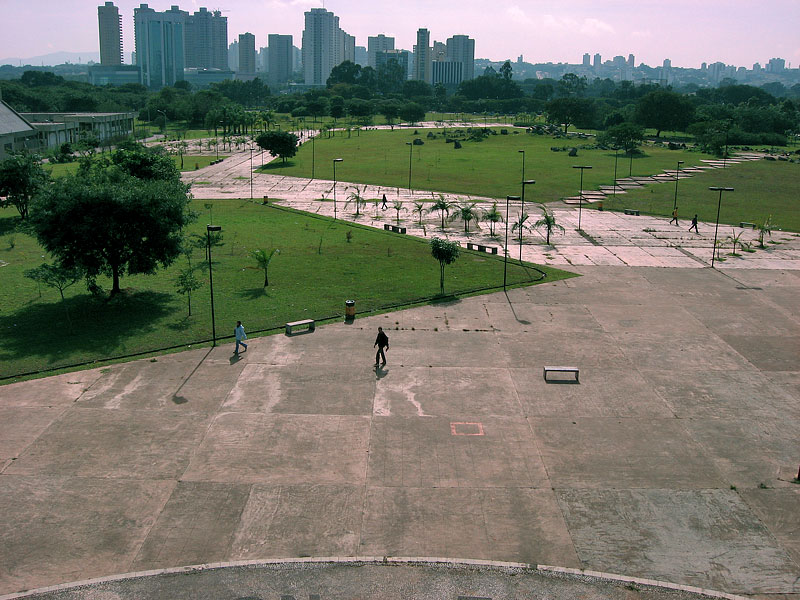
Praça do Relógio em 2007
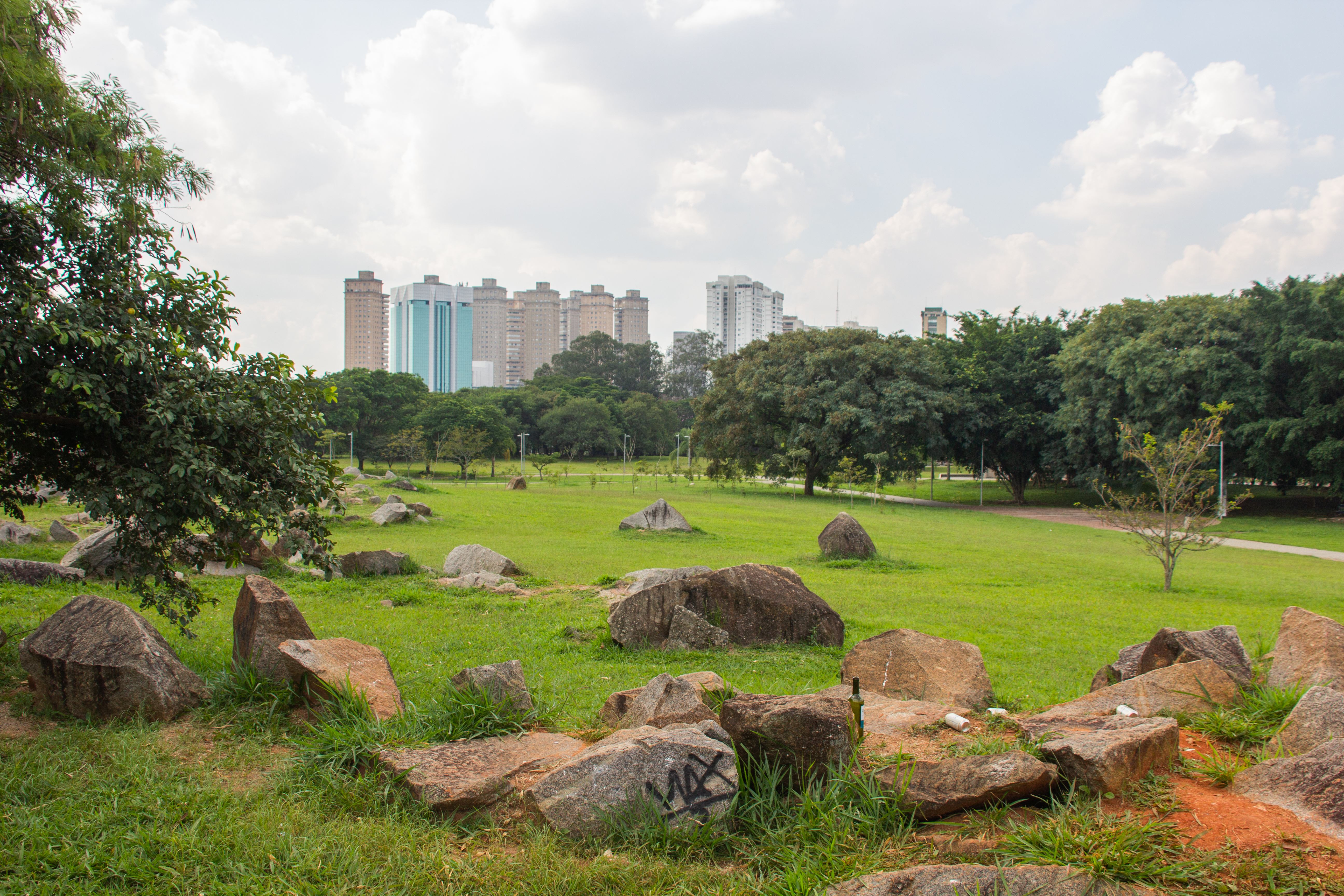
Região do Parque Villa-Lobos vista da Praça
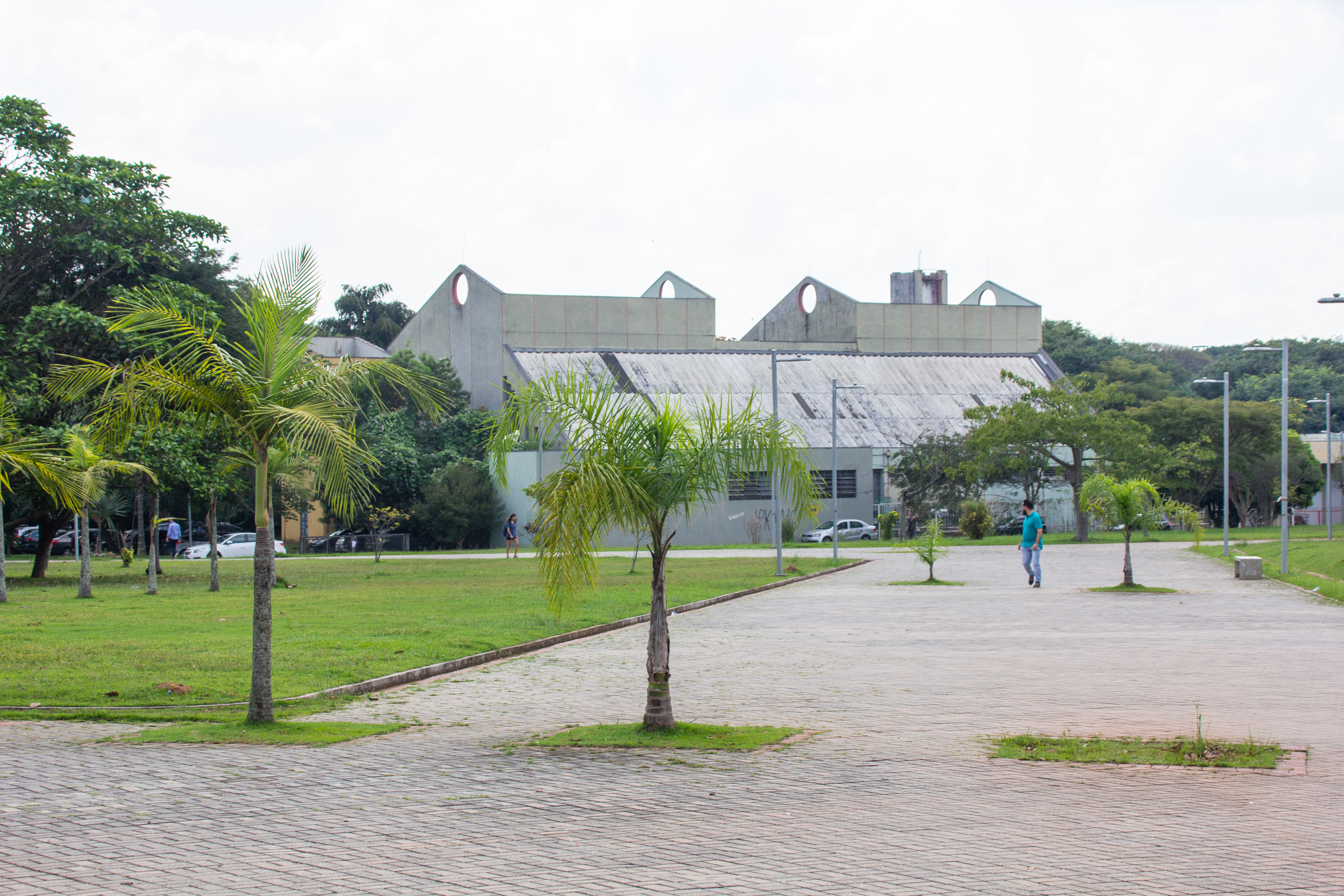
Teatro laboratório da Escola de Arte Dramática e da Escola de Comunicação e Artes
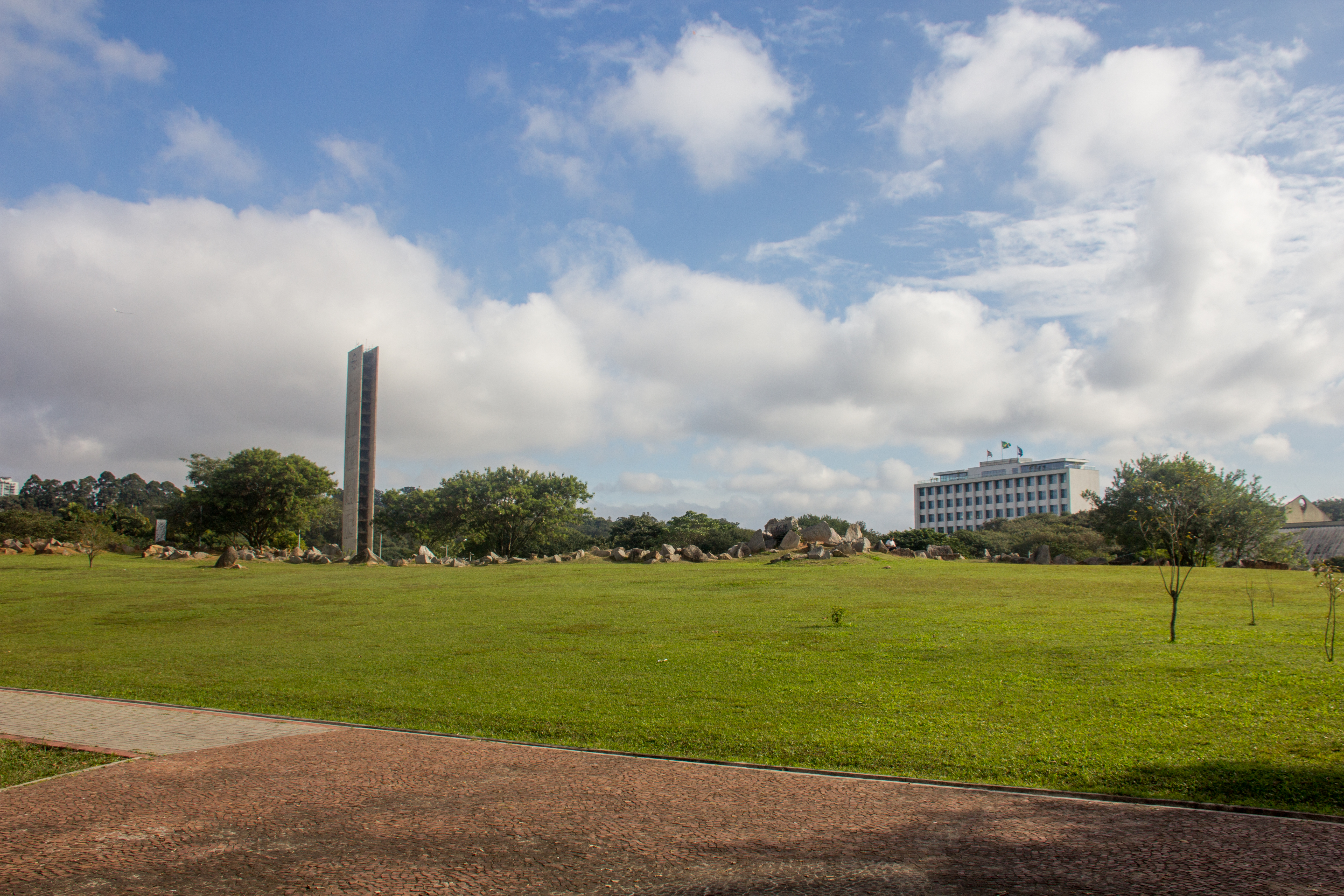
Torre do Relógio e o novo prédio da Reitoria